# 아시안 하이웨이 17호선

베트남식 아이콘으로 이루어진 아시안 하이웨이 17호선 마크

아시안 하이웨이 17호선(AH17)은 베트남의 다낭과 붕따우를 서로 이어주는 아시안 하이웨이 노선망이다. 아시안 하이웨이의 지도상에서는 17호선이 별도로 표시되어 있지 않는 도로이기도 하며, 현재 계획중인 고속도로 노선으로 취급하고 있다. 다만 해당 도로는 잠재적으로 따지자면 아시안 하이웨이 1호선, 아시안 하이웨이 3호선과도 바로 연결될 가능성이 있다. 그리고 국도 제51호선의 일부 구간도 AH17에 공용하여 있게 되는 상태로도 알려져 왔다.

## 전용하고 있는 도로
- 국도 제1A호선
- 국도 제13호선
- 국도 제51호선
- 국도 제26호선
- 국도 제24호선
- 국도 제19호선
- 국도 제55호선
- 국도 제28호선
- 국도 제40호선
- 하노이 하이웨이

## 주요 구간
- 비엔호아 - 붕따우 구간 : 국도 제51호선과 일치
- 다낭 - 호찌민시 구간 : 국도 노선에 따라 다름